# FC Baník Prievidza
FC Baník Prievidza (celým názvem: Football Club Baník Prievidza) je slovenský fotbalový klub, který sídlí ve městě Prievidza. Založen byl v roce 2011 po fúzi klubů FK Prievidza 2010 a ŠKF Baník Handlová. V roce 2017 se klub přejmenoval na FC Baník Prievidza. Stalo se tak poté, co byl ve městě Handlová založen nový fotbalový klub pod názvem MFK Baník. Od sezóny 2015/16 působí ve třetí fotbalové lize, sk. Západ. Stoprocentním vlastníkem klubu se stal v březnu 2025 fotbalista Dávid Hancko.
Své domácí zápasy odehrává na stadionu Prievidza s kapacitou 7 500 diváků.

## Historické názvy
Zdroj: 
- 2011 – FC Baník Horná Nitra (Football Club Baník Horná Nitra)
- 2015 – FC Baník HN Prievidza & Handlová (Football Club Baník Horná Nitra Prievidza & Handlová)
- 2017 – FC Baník Prievidza (Football Club Baník Prievidza)

## Umístění v jednotlivých sezonách
Stručný přehled
Zdroj: 
- 2011–2012: 5. liga ZsFZ – sk. Sever
- 2012–2013: 4. liga ZsFZ – sk. Severozápad
- 2013–2014: Majstrovstvá regiónu ZsFZ
- 2014–2015: 4. liga ZsFZ – sk. Severozápad
- 2015–: 3. liga – sk. Západ

Jednotlivé ročníky
Zdroj: 
Legenda: Z – zápasy, V – výhry, R – remízy, P – porážky, VG – vstřelené góly, OG – obdržené góly, +/− – rozdíl skóre, B – body, červené podbarvení – sestup, zelené podbarvení – postup, fialové podbarvení – reorganizace, změna skupiny či soutěže
| Slovensko (2011–) |                                |        |    |    |   |    |     |    |     |    |        |
| Sezóny            | Liga                           | Úroveň | Z  | V  | R | P  | VG  | OG | +/− | B  | Pozice |
| 2011/12           | 5. liga ZsFZ – sk. Sever       | 6      | 30 | 22 | 3 | 5  | 106 | 26 | +80 | 69 | 1.     |
| 2012/13           | 4. liga ZsFZ – sk. Severozápad | 5      | 22 | 15 | 5 | 2  | 56  | 14 | +42 | 50 | 1.     |
| 2013/14           | Majstrovstvá regiónu ZsFZ      | 4      | 30 | 15 | 4 | 11 | 47  | 35 | +12 | 49 | 8.     |
| 2014/15           | 4. liga ZsFZ – sk. Severozápad | 4      | 30 | 20 | 5 | 5  | 68  | 23 | +45 | 65 | 1.     |
| 2015/16           | 3. liga – sk. Západ            | 3      | 32 | 14 | 5 | 13 | 51  | 45 | +6  | 47 | 7.     |
| 2016/17           | 3. liga – sk. Západ            | 3      | 36 | 12 | 6 | 18 | 46  | 62 | −16 | 42 | 15.    |
| 2017/18           | 3. liga – sk. Západ            | 3      | 34 |    |   |    |     |    |     |    |        |